# ستيف غروغان
ستيف غروغان (بالإنجليزية: Steve Grogan)‏ هو لاعب كرة قدم أمريكية أمريكي، ولد في 24 يوليو 1953 في سان أنطونيو في الولايات المتحدة.

## وصلات خارجية
- ستيف غروغان على موقع مرجع كرة القدم المحترفة.كوم (الإنجليزية)
- ستيف غروغان على موقع قاعة كنساس للمشاهير الرياضية (مؤرشف) (الإنجليزية)